# Пелкула (приток Воломы)
Пелкула (Пелкульская) — река в России, протекает по территории Медвежьегорского района Карелии. Устье реки находится в 76 км по правому берегу реки Воломы. Длина реки — 22 км, площадь водосборного бассейна — 171 км².
На своём пути река протекает через озёра Пелкульское (с притоком из озера Питкоярви) и Малое Палосъярви (с притоком из озера Большого Палосъярви).

## Данные водного реестра
По данным государственного водного реестра России относится к Баренцево-Беломорскому бассейновому округу, водохозяйственный участок реки — Сегежа до Сегозерского гидроузла, включая озеро Сегозеро. Речной бассейн реки — бассейны рек Кольского полуострова и Карелии, впадает в Белое море.